# ارنستو ده لا روسا
ارنستو ده لا روسا (اسپانیایی: Ernesto de la Rosa‎؛ زادهٔ ۱۴ سپتامبر ۱۹۵۵) بازیکن فوتبال اهل مکزیک بود.
وی همچنین در تیم ملی فوتبال مکزیک بازی کرده‌است.
وی در مسابقات بین‌المللی در مجموع برندهٔ ۱ مدال طلا شده‌است.